# Saint-Geniès
Die Gemeinde Saint-Geniès mit 893 Einwohnern (Stand 1. Januar 2022) liegt am Flüsschen Chironde im Département Dordogne des französischen Périgord. 
Bekannt ist die Ortschaft für ihr Ortsbild mit etlichen steingedeckten alten Häusern sowie für das alte Schloss neben der Kirche in der Ortsmitte. Das Kirchengebäude wurde in den Religionskriegen schwer beschädigt, und der Turm stammt aus dem 16. Jahrhundert. Das erklärt die Vielfalt von Baustilen an dem Bauwerk, dessen ältester Teil romanischen Ursprungs ist. Der Eingang zum Schloss liegt direkt neben der Ostseite der Kirche. Es stammt aus dem 15. Jahrhundert und zeigt die Fassade eines Herrenhauses des 17. Jahrhunderts.
Auf einem Hügel etwas außerhalb des Ortes steht die gotische Chapelle du Cheylard. Sie zeigt im Innenraum Fresken aus dem 14. Jahrhundert mit Darstellungen aus dem Leben Jesu und der Heiligenlegenden. In der Nähe der Kapelle erinnert die Ruine eines Donjon, Überrest eines Schlosses der Familie Gontaut, an die Seigneurie, die schon 1178 in diesem Landstrich existierte.

## Bevölkerungsentwicklung
| Jahr                       | 1962 | 1968 | 1975 | 1982 | 1990 | 1999 | 2009 | 2018 |
| Einwohner                  | 812  | 765  | 731  | 702  | 735  | 815  | 941  | 926  |
| Quellen: Cassini und INSEE |      |      |      |      |      |      |      |      |